# Военно-воздушные силы Боливии
Военно-воздушные силы Боливии (исп. Fuerza Aérea de Bolivia) — являются одним из видов вооружённых сил Республики Боливия.

## История
Развитие авиации активизировалось в 1930е годы, после начала войны 1932-1935 гг. с Парагваем за контроль над регионом Гран-Чако.
В ходе Второй мировой войны Боливия в 1942 году разорвала дипломатические отношения с Германией, Италией и Японией, а в апреле 1943 года - объявила им войну, однако в связи с географическим положением (на значительном удалении от стран "оси" и театров военных действий) непосредственного участия в боевых действиях не принимала. Тем не менее, по программе ленд-лиза Боливия получила 115 самолётов (95 учебно-тренировочных самолётов, четыре транспортных С-47 и 16 лёгких самолётов), 28 запасных авиадвигателей, 20 запасных воздушных винтов, 100-фунтовые авиабомбы и иное военное имущество.
После окончания Второй мировой войны началось сокращение численности вооруженных сил США до уровня мирного времени и их перевооружение. Признанное избыточным и устаревшим вооружение предлагалось странам-союзникам. После подписания в 1947 году в Рио-де-Жанейро Межамериканского договора о взаимной помощи ВВС Боливии получили дополнительное количество вооружения и техники США времён второй мировой войны.
В 1970 году ВВС состояли из авиационных групп и отдельных эскадрилий вспомогательной авиации, имевших 70 единиц авиатехники.
В 1973-1975 гг. Венесуэла поставила Боливии девять снятых с вооружения реактивных истребителей F-86 (последние из которых были сняты с вооружения по техническому состоянию в 1990 году). В 1984-1986 гг. Франция продала Боливии 18 снятых с вооружения реактивных самолётов T-33A по «специальной цене» 6,2 млн долларов США, как вознаграждение за выдачу нацистского военного преступника.
По состоянию на 1 июля 1982 года численность личного состава ВВС страны составляла 2,6 тыс. человек.
В 2003 году ВВС Боливии насчитывали 3 тыс. человек, 37 боевых самолётов, 16 боевых вертолётов и несколько единиц вспомогательной авиации.
Главными задачами ВВС Боливии являются борьба с наркоторговлей и леворадикальными повстанческими группировками, десятилетиями действующими в Боливии. Исходя из этого, авиапарк состоит из самолётов и вертолётов пригодных для доставки войск, борьбы с партизанами и воздушного наблюдения.

## Техника и вооружение
Данные о технике и вооружении ВВС Боливии взяты со страницы журнала Aviation Week & Space Technology.
| Тип                                             | Производство    | Назначение                                        | Количество      | Примечания      |                 |
| Боевые самолёты                                 | Боевые самолёты | Боевые самолёты                                   | Боевые самолёты | Боевые самолёты | Боевые самолёты |
| ----------------------------------------------- | --------------- | ------------------------------------------------- | --------------- | --------------- | --------------- |
| Canadair AT-33A                                 | Канада          | учебно-боевой                                     | 4               |                 |                 |
| Транспортные самолёты                           |                 |                                                   |                 |                 |                 |
| BAE Systems 146—100                             | Великобритания  | транспортный самолёт                              | 2               |                 |                 |
| Beechcraft 1900                                 | США             | транспортный самолёт                              | 1               |                 |                 |
| Beechcraft Baron                                | США             | общего назначения                                 | 1               |                 |                 |
| Beech Bonanza V35                               | США             | общего назначения                                 | 1               |                 |                 |
| CASA C-212                                      | Испания         | транспортный самолёт                              | 1               |                 |                 |
| Cessna 152                                      | США             | общего назначения                                 | 10              |                 |                 |
| Cessna 172K                                     | США             | общего назначения                                 | 2               |                 |                 |
| Cessna 185                                      | США             | общего назначения                                 | 2               |                 |                 |
| Cessna 206                                      | США             | общего назначения                                 | 10              |                 |                 |
| Cessna 210                                      | США             | общего назначения                                 | 3               |                 |                 |
| Cessna 402B                                     | США             | общего назначения                                 | 1               |                 |                 |
| Fokker F27-400M                                 | Нидерланды      | транспортный самолёт                              | 4               |                 |                 |
| Learjet 25B Learjet 25D                         | США             | административный самолёт административный самолёт | 1 1             |                 |                 |
| Lockheed C-130A Lockheed C-130B Lockheed C-130H | США             | транспортный самолёт транспортный самолёт         | 2 4 1           |                 |                 |
| Piper PA-34                                     | США             | общего назначения                                 | 2               |                 |                 |
| Raytheon 200C                                   | США             | общего назначения                                 | 2               |                 |                 |
| Rockwell Sabreliner 60                          | США             | административный самолёт                          | 1               |                 |                 |
| Xian MA60                                       | Китай           | административный самолёт                          | 2               |                 |                 |
| Учебные самолёты                                |                 |                                                   |                 |                 |                 |
| Aerotec S/A Ind Aeronautica A-132B              | Бразилия        | учебно-тренировочный                              | 2               |                 |                 |
| Aerotec S/A Ind Aeronautica T-23                | Бразилия        | учебно-тренировочный                              | 5               |                 |                 |
| Beechcraft T-34 Mentor                          | США             | учебно-тренировочный                              | 22              |                 |                 |
| Lancair 360                                     | США             | учебно-тренировочный                              | 1               |                 |                 |
| Neiva T-25                                      | Бразилия        | учебно-тренировочный                              | 6               |                 |                 |
| Pilatus PC-7                                    | Швейцария       | учебно-тренировочный                              | 9               |                 |                 |
| K-8VB Karakorum                                 | Китай           | учебно-боевой                                     | 6               |                 |                 |
| Вертолёты                                       |                 |                                                   |                 |                 |                 |
| Bell Helicopter Textron UH-1H                   | США             | многоцелевой вертолёт                             | 15              |                 |                 |

## Опознавательные знаки

Опознавательный знак ВВС Боливии
Знак на киль